# Сюник
Сюник е област в южна Армения с площ от 4506 кв. км. Областният ѝ център е град Капан.

## Населени места
градове:
- Капан – 34 656 (2001)
- Горис – 20 840 (2001)
- Сисиан – 15 019 (2001)
- Каджаран – 7976 (2001)
- Мегри – 4514 (2001)
- Дастакерт – 287 (2001)

## Население
- 134 061 (2002)
- 152 900 (2007)

- Пейзаж от Сюник
- Път Капан-Каджаран